# マシュマロ

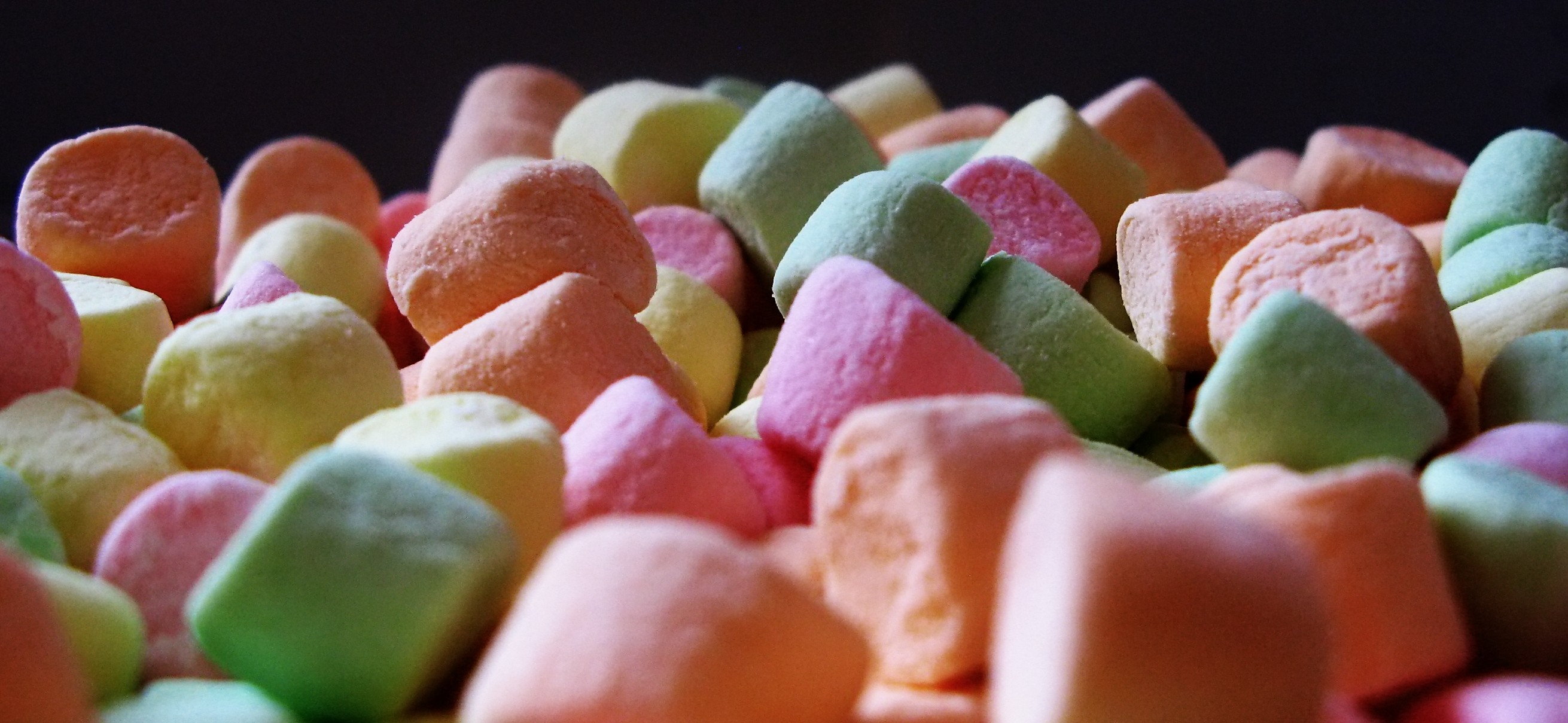
マシュマロ。

マシュマロ、マシマロ（英語: marshmallow）は、メレンゲにシロップを加え、ゼリーで固めて粉をまぶした菓子の名。ソフトキャンディーの一種。

## 名称
原料となったアオイ科のウスベニタチアオイの英語名、marsh mallow に因む。元はこの植物の根を古代エジプトの王族がすりつぶしてのど薬として使っていた。現代の製法では、この植物は使われない。
フランス語でも、植物名 marshmallow のフランス語名 Guimauve（ギモーヴ）がそのまま菓子名になっている。

## 歴史
前述のウスベニタチアオイのエキスと蜂蜜を混ぜたのど飴から、19世紀フランスの菓子職人が砂糖を加えて菓子として完成させた。これは植物エキスの粘りを利用したものだったが、19世紀後半にはゼラチンと泡立てた卵白の粘りで代用する現在のかたちに変化している。
日本においては、1892年（明治25年）に風月堂が初めてマシュマロを販売、その際に「真珠麿」の漢字が当てられたと当時の新聞で報じられている。しかし、1887年（明治20年）創業の岡山県岡山市の下山松壽軒（つるの玉子本舗）が創業と同時に日本初のマシュマロ菓子「つるの玉子」を発売したとする説もある。

## 製法

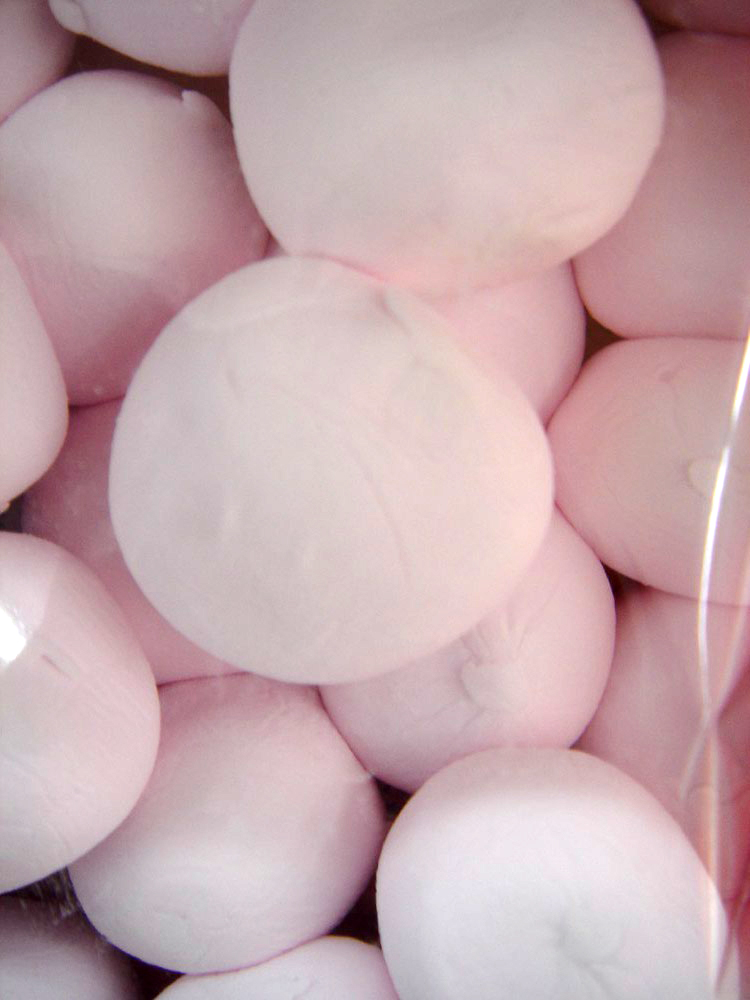
マシュマロ。

現在は、砂糖、卵白、ゼラチン、水あめを原料とする。
まず、ゼラチンを戻しておく。次に、鍋に砂糖・水あめ・水を入れて火にかけ、煮詰めて熱いシロップを作る。泡立てた卵白（メレンゲ）に、熱いシロップを糸を引くように落としながら混ぜ入れ（いわゆるイタリアンメレンゲ）、さらに、戻しておいたゼラチンを素早く混ぜ、十分に泡立てる。型にコーンスターチと粉砂糖を振っておき、生地を入れ固める。成型後、くっつかないよう、デンプン（コーンスターチなど）が表面にまぶされる。
菓子メーカーの量産品では、卵白を使わず、ゼラチンとコーンスターチ、時には大豆タンパクや増粘剤などを使っていることが多い。
白いマシュマロ以外に、チョコレート、イチゴ香料、バナナ香料や着色料を加えた色つきのマシュマロもある。また、中心部にジャムなどを詰めた商品もある。
フランス菓子としてのギモーヴは、メレンゲ（卵白）は使用されずフルーツピューレにゼラチンを加て泡立てて固める。ただしメレンゲを使う製法のほうが簡単であるため、洋菓子店によってはメレンゲを使用することもある。ギモーヴはフルーツ由来の味や香りがするのに対し、マシュマロは砂糖や香料の味と香りがするといった味わいの特徴に差がある他、ギモーヴのほうが柔らかく、マシュマロのほうが弾力があるといった食感の違いもある。

## 食べ方
マシュマロはそのまま食べる菓子であるが、北米では、キャンプファイヤやバーベキューの際にマシュマロを串に刺すなどして直火で焼いてとろけさせ、そのまま熱いうちに食べることも多い。漫画『ピーナッツ』の中で、スヌーピーや彼の兄・スパイクがマシュマロを焼く場面は有名である。また映画『ゴーストバスターズ』に登場するマシュマロマンも炎で炙られてよりおいしそうに描かれている。
焼いたマシュマロをチョコレートと一緒にクラッカーではさむ、S'more（スモア：元々はSome moreと呼ばれ、後程S'moreに縮約）というデザートも食べられている。アメリカ合衆国などでは、熱いココアなどに浮かべて、半分溶けた状態のものを飲むこともあり、マシュマロ入りのインスタントココアも売られている。

## ホワイトデー
日本独自の慣習として、バレンタインデーに女性からチョコレートを貰った返礼として、特定の日に男性から女性にそのお返しをするという風潮が生まれた。諸説あるが、菓子業界では1970年代に入ってから、個々に独自の日を定めて、ビスケットやマシュマロ、キャンデー等を「お返しの贈り物」として宣伝販売するようになった。この動きをキャンデーの販売促進に結びつけ、全国飴菓子工業協同組合（全飴協）関東地区部会が「ホワイトデー」として催事化した。1978年、全飴協の全国総会で「キャンデーを贈る日」として制定され、2年の準備期間を経て、1980年に第1回の全国規模のホワイトデーが開催された。飴の材料である砂糖が白色だったため、「白＝ホワイト」から「ホワイトデー」と命名された。
マシュマロもこの例に洩れず、3月14日がマシュマロデーと呼ばれていたという説もある。これは、福岡市の菓子店・石村萬盛堂が、昭和52年に「バレンタインデーのお返しにマシュマロを」というキャンペーンを百貨店と共同で行ったことに因むもので、これがホワイトデーの起源であるとしている。現在でも、石村萬盛堂は毎年ホワイトデー近くなると「ホワイトデーはマシュマロデー」というキャッチコピーでキャンペーンを行っている。